# 55e cérémonie des Filmfare Awards

La 55e cérémonie des Filmfare Awards, présentée par Shahrukh Khan et Saif Ali Khan, s'est déroulée le 27 février 2010 aux studios Yash Raj Films à Mumbai. 3 Idiots a remporté le plus de prix, suivi de Firaaq, Dev.D, Delhi 6 et Paa alors que Kaminey, bien qu'ayant réuni le plus de nominations, n'a reçu que le prix des meilleurs effets spéciaux.

## Palmarès

### Récompenses populaires
| Catégorie                             | Lauréat |
| Meilleur film                         | 3 Idiots réalisé par Rajkumar Hirani avec Aamir Khan, Madhavan, Sharman Joshi, Kareena Kapoor et Boman Irani               |
| Meilleur réalisateur                  | Rajkumar Hirani (3 Idiots)                                                                                                 |
| Meilleur acteur                       | Amitabh Bachchan (Paa) |
| Meilleure actrice                     | Vidya Balan (Paa) |
| Meilleur acteur dans un second rôle   | Boman Irani (3 Idiots) |
| Meilleure actrice dans un second rôle | Kalki Koechlin (Dev.D) |
| Meilleur compositeur (chansons)       | AR Rahman (Delhi 6) |
| Meilleur parolier                     | Irshad Kamil, pour la chanson Aaj Din Chaddya (Love Aaj Kal)                                                               |
| Meilleur chanteur de play-back        | Mohit Chauhan, pour la chanson Masakali (Delhi 6)                                                                          |
| Meilleure chanteuse de play-back      | Rekha Bhardwaj, pour la chanson Genda Phool (Delhi 6) conjointement avec Kavita Seth, pour la chanson Iktara (Wake Up Sid) |

### Récompenses spéciales
- Filmfare d'honneur pour l'ensemble d'une carrière : Khayyam et Shashi Kapoor
- Prix spécial : Nandita Das pour Firaaq
- Meilleure réalisateur débutant : Ayan Mukherjee (Wake Up Sid)
- Meilleure réalisatrice débutante : Zoya Akhtar (Luck by Chance)
- Nouveau talent musical (récompense « RD Burman ») : Amit Trivedi (Dev.D)

### Récompenses des critiques
| Catégorie         | Lauréat                                                              |
| Meilleur film     | Firaaq de Nandita Das                                                |
| Meilleur acteur   | Ranbir Kapoor (Wake Up Sid, Ajab Prem Ki Gazab Khanni, Rocket Singh) |
| Meilleure actrice | Mahi Gill (Dev.D)                                                    |

### Récompenses techniques
| Catégorie                      | Lauréat                                                               |
| Meilleure histoire             | Abhijat Joshi (en) et Rajkumar Hirani (3 Idiots)                      |
| Meilleur scénario              | Abhijat Joshi (en), Vidhu Vinod Chopra et Rajkumar Hirani (3 Idiots)) |
| Meilleurs dialogue             | Abhijat Joshi (en) et Rajkumar Hirani (3 Idiots)                      |
| Meilleure photographie         | Rajeev Ravi (Dev.D)                                                   |
| Meilleure direction artistique | Helen Jones, Sukanta Panigrahi (Dev.D)                                |
| Meilleure chorégraphie         | Bosco-Caesar (Chor Bazaari dans Love Aaj Kal)                         |
| Meilleur son                   | Manas Choudhary (Firaaq)                                              |
| Meilleur costume               | Vaishali Menon (Firaaq)                                               |
| Meilleurs effets spéciaux      | Govardhan Vigharan et Vinay Singh Chuphal (Kaminey)                   |
| Meilleure action               | Vijayan Master (Wanted)                                               |
| Meilleure musique              | Amit Trivedi (Dev.D)                                                  |
| Meilleur montage               | Sreekar Prasad (Firaaq)                                               |

## Nominations
- Meilleur film : 3 Idiots, Dev.D, Kaminey, Love Aaj Kal, Paa, Wake Up Sid
- Meilleur réalisateur : Rajkumar Hirani (3 Idiots), Anurag Kashyap (Dev.D), Ayan Mukerji (Wake Up Sid), Imtiaz Ali (Love Aaj Kal), R Balki (Paa), Vishal Bhardwaj (Kaminey)

- Meilleur acteur : Amitabh Bachchan (Paa) ; Aamir Khan (3 Idiots) ; Ranbir Kapoor (Ajab Prem Ki Ghazab Kahani et Wake Up Sid) ; Saif Ali Khan (Love Aaj Kal) ; Shahid Kapoor (Kaminey)

- Meilleure actrice : Vidya Balan (Paa) ; Deepika Padukone (Love Aaj Kal) ; Kareena Kapoor (3 Idiots et Kurbaan) ; Katrina Kaif (New York) ; Priyanka Chopra (Kaminey)

- Meilleur acteur dans un second rôle : Boman Irani (3 Idiots) ; Amole Gupte (Kaminey) ; Neil Nitin Mukesh (New York) ; Madhavan (3 Idiots) ; Rishi Kapoor (Luck by Chance) ; Sharman Joshi (3 Idiots)

- Meilleure actrice dans un second rôle : Kalki Koechlin (Dev.D) ; Arundhati Nag (Paa) ; Dimple Kapadia (Luck by Chance) ; Divya Dutta (Delhi 6) ; Supriya Pathak (Wake Up Sid) ; Shahana Goswami (Firaaq)

- Meilleur compositeur : A R Rahman (Delhi 6) ; Amit Trivedi (Dev.D) ; Pritam Chakraborty (Ajab Prem Ki Ghazab Kahani et Love Aaj Kal) ; Shankar-Ehsaan-Loy (Wake Up Sid) ; Vishal Bhardwaj (Kaminey)

- Meilleur parolier : Irshad Kamil pour Aaj Din Chadheya (Love Aaj Kal) ; Gulzar pour Dhan Te Nan et Kaminey (Kaminey) ; Javed Akhtar pour Iktara (Wake Up Sid) ; Prasoon Joshi pour Masakali et Rehna Tu (Delhi 6)

- Meilleur chanteur de play-back : Mohit Chauhan pour Masakali (Delhi 6) ; Atif Aslam pour Tu Jaane Na  (Ajab Prem Ki Ghazab Kahani) ; Javed Ali et Kailash Kher pour Arziyan (Delhi 6) ; Rahat Fateh Ali Khan pour Aaj Din Chadya (Love Aaj Kal) ; Sonu Nigam et Salim Merchant pour Shukran Allah (Kurbaan) ; Sukhwinder Singh et Vishal Dadlani pour Dhan Te Nan (Kaminey)

- Meilleure chanteuse de play-back : Rekha Bhardwaj pour Genda Phool (Delhi 6) ; Kavita Seth pour Iktara (Wake Up Sid) ; Alisha Chinai pour Tera Hone Laga (Ajab Prem Ki Ghazab Kahani) ; Shilpa Rao pour Mudi Mudi (Paa) ; Shreya Ghoshal pour Zoobi Doobi (3 Idiots) ; Sunidhi Chauhan pour Chor Bazaari (Love Aaj Kal)